# مایلوو (آیووا)
مایلوو (به انگلیسی: Milo) شهری در ایالت آیووا کشور ایالات متحده آمریکا است که جمعیت آن در سرشماری سال ۲۰۱۰ میلادی، ۷۷۵ نفر بوده‌است.